# Leichtathletik-Weltmeisterschaften 2017/Teilnehmer (Palau)
| Gelbes Symbol für Goldmedaillen mit stilisierten Olympischen Ringen | Graues Symbol für Silbermedaillen mit stilisierten Olympischen Ringen | Braundes Symbol für Bronzemedaillen mit stilisierten Olympischen Ringen |
| ------------------------------------------------------------------- | --------------------------------------------------------------------- | ----------------------------------------------------------------------- |
| —                                                                   | —                                                                     | —                                                                       |

Von Palau wurde ein Athlet für die Leichtathletik-Weltmeisterschaften 2017 in London nominiert.

## Ergebnisse

### Männer

#### Laufdisziplinen
| Athlet       | Disziplin | Qualifikation | Qualifikation | Vorlauf            | Vorlauf            | Halbfinale         | Halbfinale         | Finale             | Finale             |
| Athlet       | Disziplin | Zeit          | Platz         | Zeit               | Platz              | Zeit               | Platz              | Zeit               | Platz              |
| ------------ | --------- | ------------- | ------------- | ------------------ | ------------------ | ------------------ | ------------------ | ------------------ | ------------------ |
| Gwynn Uehara | 100 m     | 11,47 s SB    | 24            | nicht qualifiziert | nicht qualifiziert | nicht qualifiziert | nicht qualifiziert | nicht qualifiziert | nicht qualifiziert |